# Marc Ruygrok
Marcus Jacobus Maria Ruijgrok, bekend als Marc Ruygrok (Voorburg, 5 september 1953) is een Nederlandse schilder en beeldhouwer.

## Leven en werk
Ruygrok is een kleinzoon van de beeldhouwer Albert Termote (1887-1978) die uit Lichtervelde naar Voorburg verhuisde. Termote was bevriend met Vilmos Huszár en Jan Wils van De Stijl en moedigde zijn kleinzoon aan om tekenles te nemen toen hij veertien was. Hij genoot later zijn opleiding aan de Rijksakademie van beeldende kunsten in Amsterdam en Ateliers '63 in Haarlem. Sinds de jaren tachtig kenmerken monumentale letters en woorden zijn plaatsgebonden beeldhouwwerk.

## Werken (selectie)
- 1981 Anxiety, collectie Stedelijk Museum (Amsterdam)
- 1991 Sculpture for a mental hospital, GGzE De Grote Beek in Eindhoven
- 1993 HIER, sculptuur voor het Museum De Paviljoens in Almere
- 1993 EN/OF, beeldenroute Beeldengalerij P. Struycken Spui in Den Haag
- 1995 B, brandweerkazerne Vosselmanstraat in Apeldoorn
- 1996? Rechtbank Kousteensedijk Middelburg
- 1996 SO GO ON, Pier D Luchthaven Schiphol
- 1998 L.S., Trumanlaan in Utrecht
- 1998 Emmens Licht, businespark Eigen Haard in Emmen
- 1999 Zover, UFO-vormige sculptuur op gebouw De Inktpot (hoofdkantoor ProRail) aan het Moreelsepark 1 in Utrecht
- 2000 WAAR IS HET - IS HET WAAR, Valleikanaal in Amersfoort
- 2000 WAT-ER-IS, Ganzenheuvel/Hezelstraat in Nijmegen
- 2000 Ik en de ander - 6-delig, Leonard Springerlaan in Deventer
- 2002 HIER, cafébar in de Beurs van Berlage, Amsterdam
- 2004 If it is so, zitelementen in het Onderzoeksgebouw van het LUMC te Leiden, publieke kunstroute
- 2004 Somewhere, elsewhere, anywhere, nowhere, atrium van de Nederlandse Ambassade in Dar es Salaam, Tanzania
- 2005 EVEN, Hogendorplaan in Vlaardingen
- 2009 Gasmolecule, middenberm A7 ter hoogte van Kolham (gemeente Slochteren)
- 2018 Bolder, aan het hoofd van de Beatrixstraat en voor centraal station Den Helder.

## Galerij

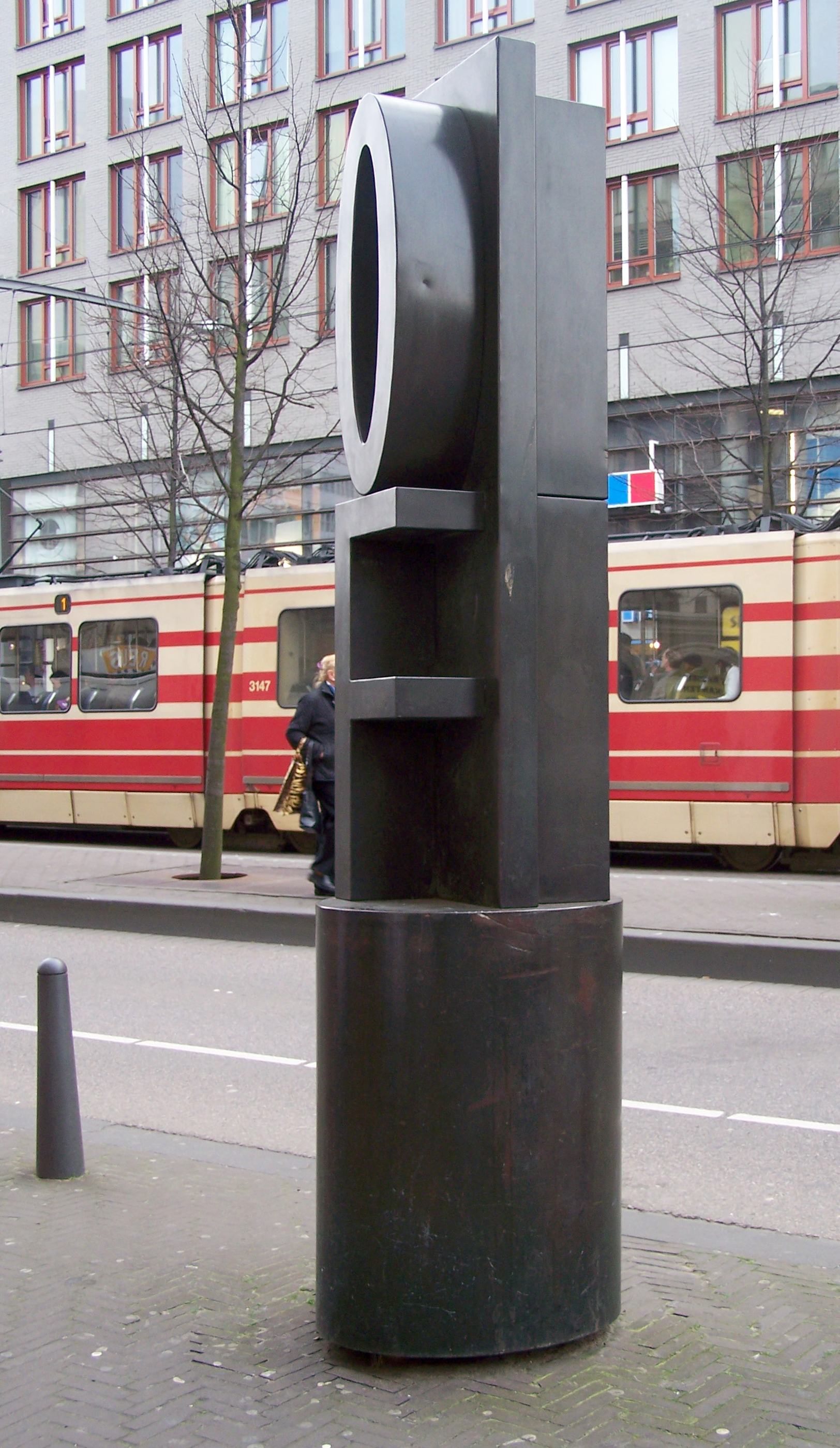
EN-OF (1993), Den Haag
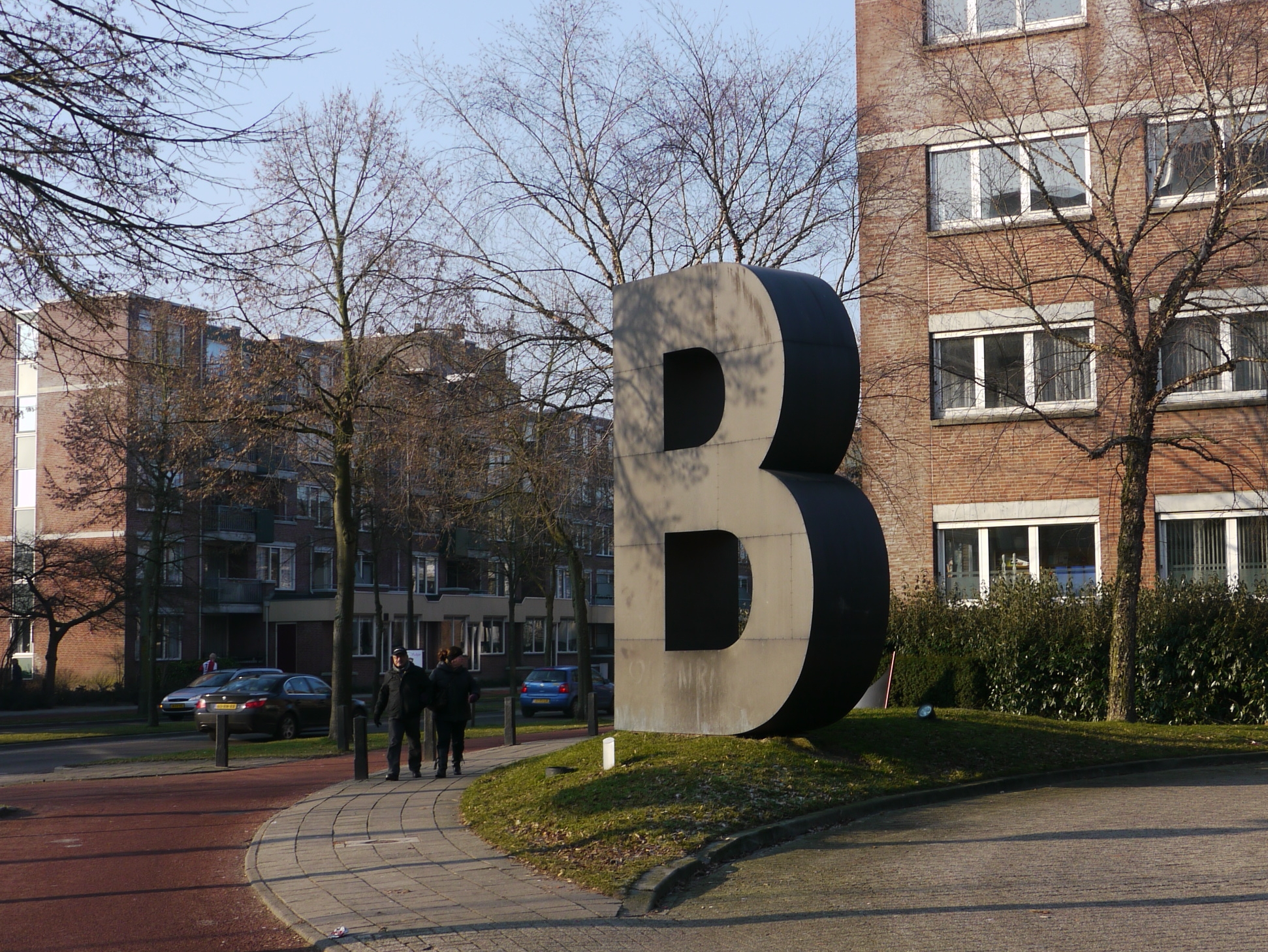
B (1995), Apeldoorn
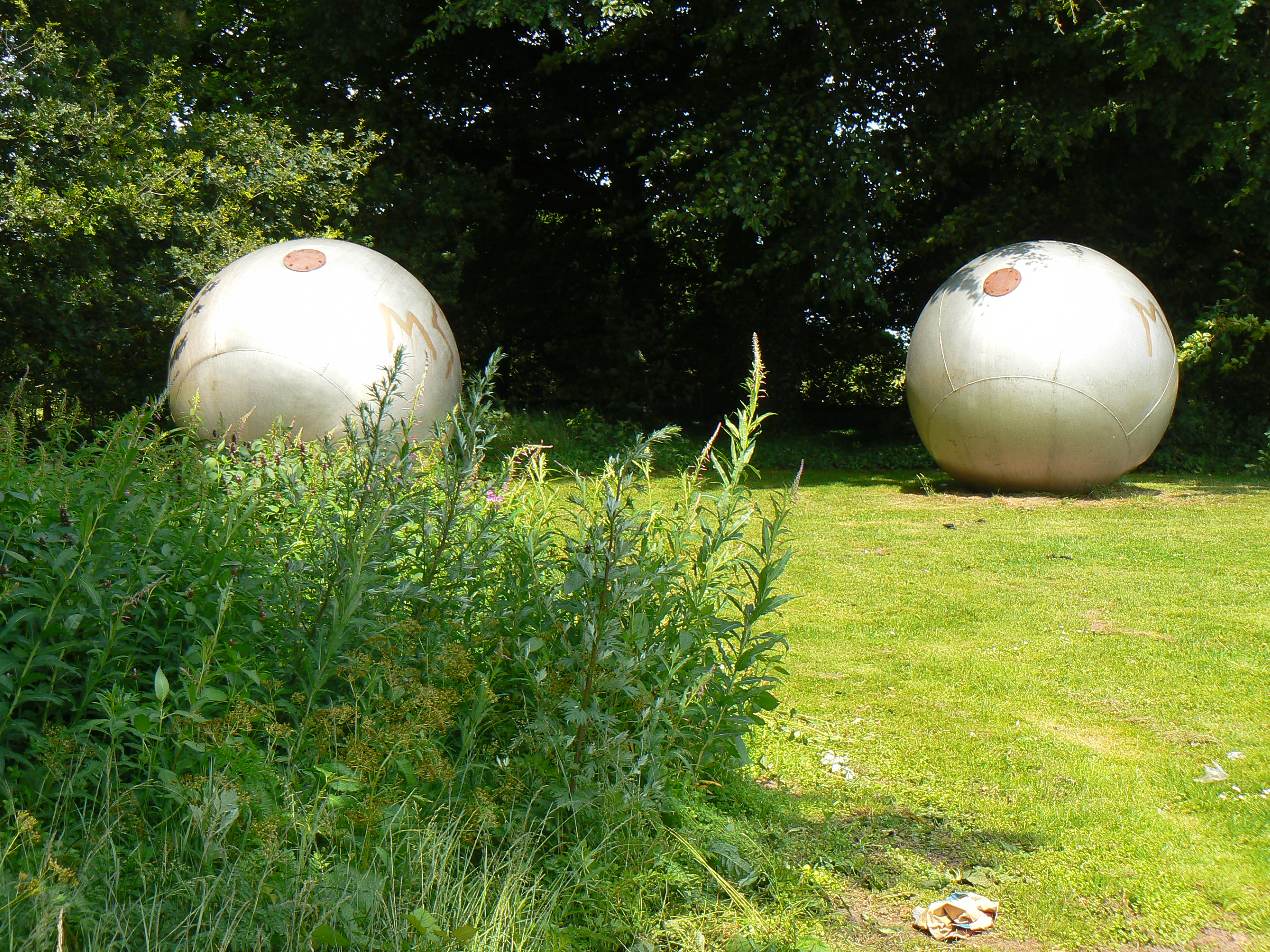
Emmens Licht (1998), Emmen
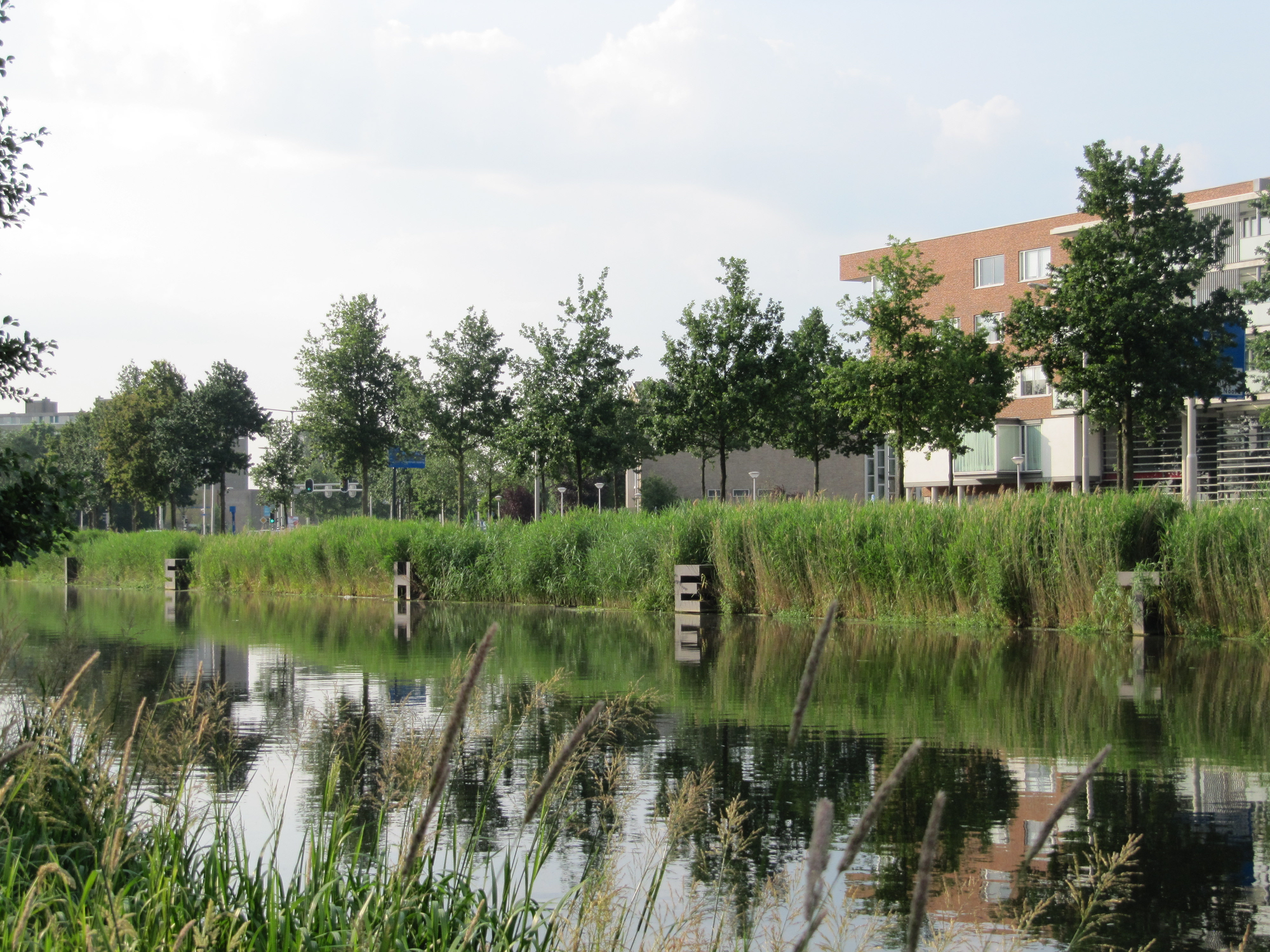
WAAR IS HET - IS HET WAAR (2000), Amersfoort
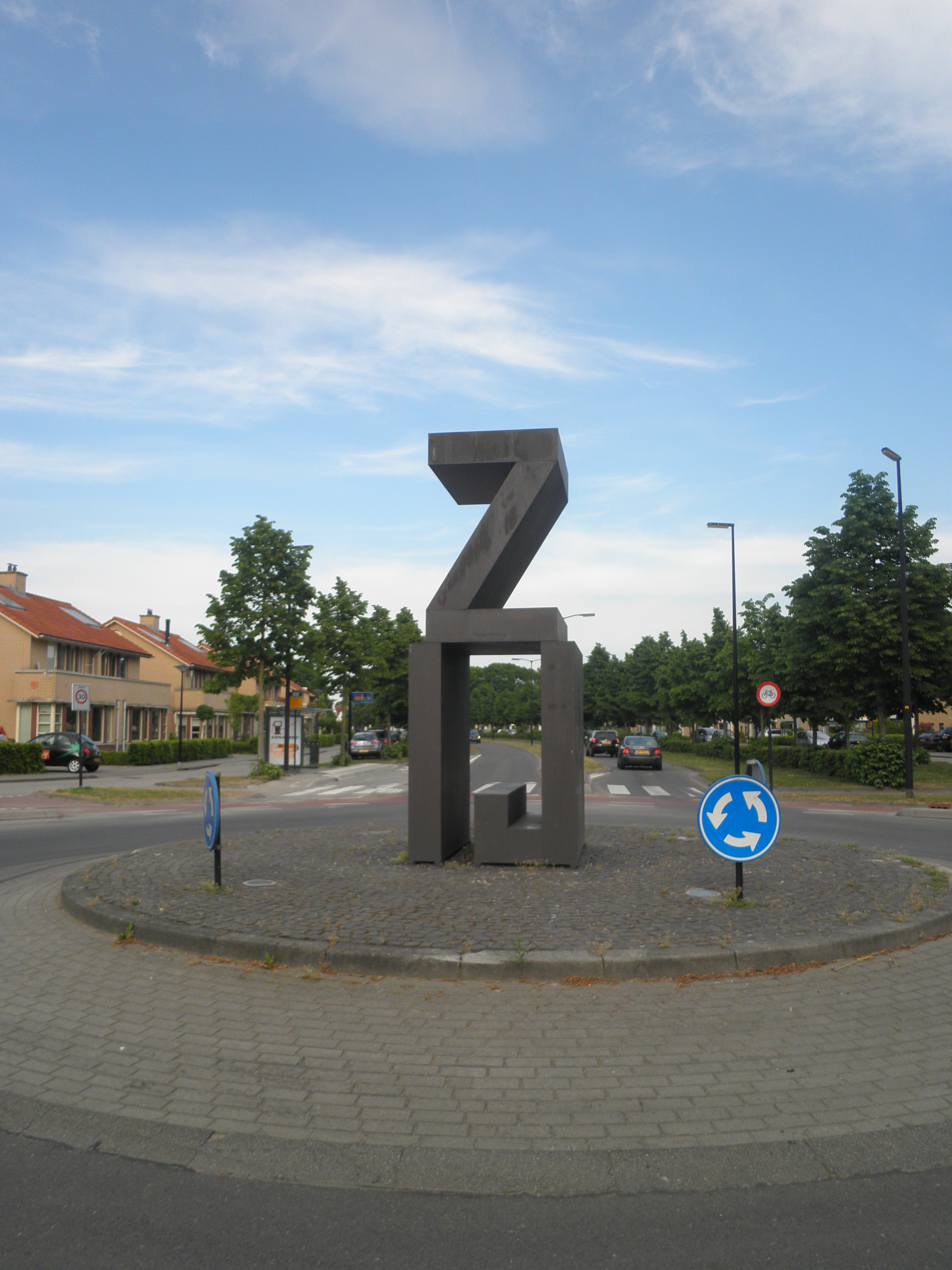
Ik en de ander: ZIJ (2000), Deventer
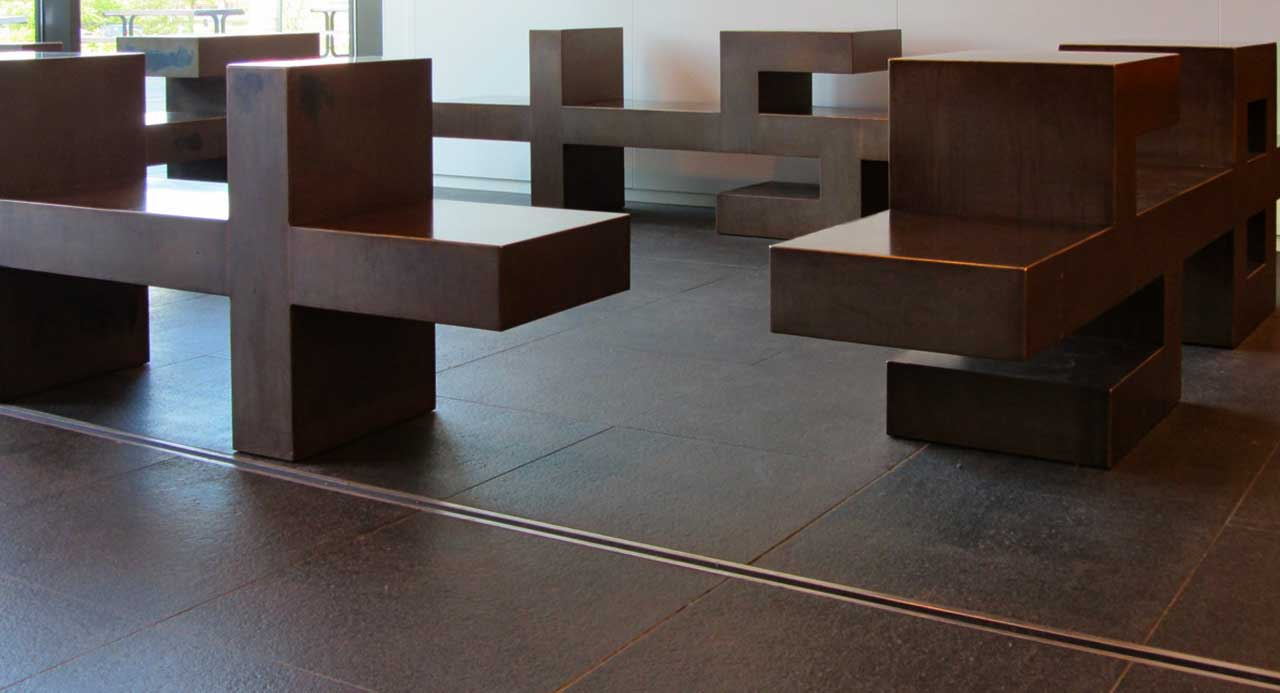
If it is so (2004), Leiden
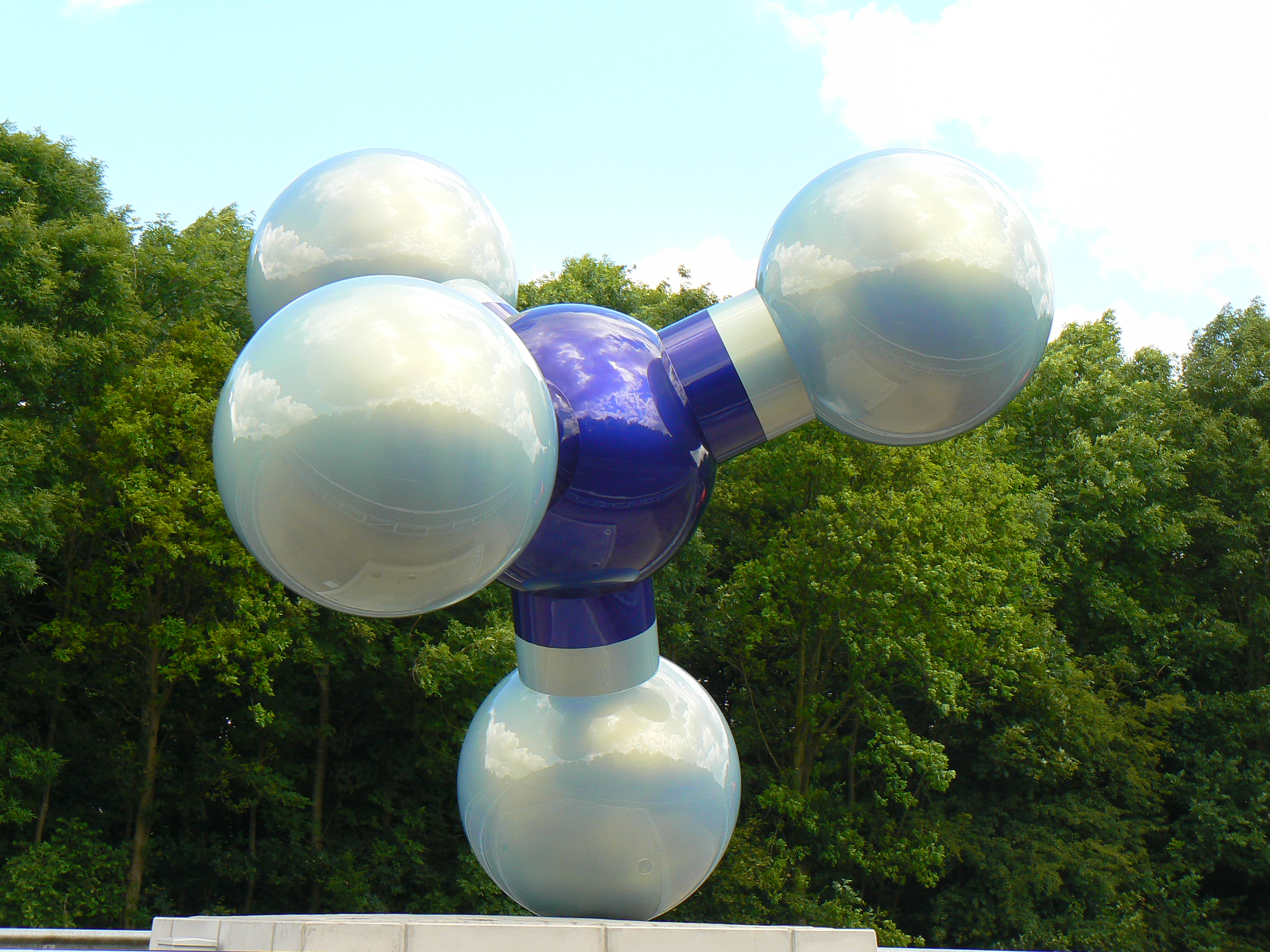
Gasmolecule (2009), Kolham